# 6032 Nobel
6032 Nobel è un asteroide della fascia principale. Scoperto nel 1983, presenta un'orbita caratterizzata da un semiasse maggiore pari a 2,4198776 UA e da un'eccentricità di 0,2629648, inclinata di 7,53303° rispetto all'eclittica.
L'asteroide è dedicato ad Alfred Nobel, inventore della dinamite.